# Sheykh Bābā
Sheykh Bābā (persiska: شیخ بابا, Sheykhbābā) är en ort i Iran.   Den ligger i provinsen Östazarbaijan, i den nordvästra delen av landet, 500 km väster om huvudstaden Teheran. Sheykh Bābā ligger 1 367 meter över havet och antalet invånare är 436.
Terrängen runt Sheykh Bābā är platt åt sydväst, men åt nordost är den kuperad. Runt Sheykh Bābā är det ganska tätbefolkat, med 90 invånare per kvadratkilometer. Närmaste större samhälle är Bonāb, 19,3 km nordväst om Sheykh Bābā. Trakten runt Sheykh Bābā består i huvudsak av gräsmarker.